# Retrobright
A Retrobright (stilizáltan: Retr0bright, Retrobrite) olyan kémiai elegy, melyet akrilnitril-butadién-sztirol (ABS) műanyagok sárgulásának eltávolítására használnak. Ilyen műanyagot használnak elektronikai, illetve számítástechnikai berendezések (különféle számítógépek, játékkonzolok, stb.) burkolataihoz az 1980-as évek kezdetétől. A sárgulást az ibolyántúli sugárzásnak (UV) kitett ABS műanyagban lévő bróm felületi kiválása okozza. A brómot tűzállósága, gyulladásgátló hatása miatt alkalmazzák, tűzvédelmi okokból.
A sárgás elszíneződést eltávolító módszer először 2007-ben jelent meg egy német régi számítógépekkel foglalkozó fórumon, mielőtt egy angol nyelvű blog tovább részletezte volna. Az eljárás azóta is folyamatosan tökéletesedik.
Vitatott a technika hosszútávú hatékonysága. Egyeseknél a sárgulás egy idő után újra megjelent és vita tárgyát képezik az ezt előidéző tényezők. Mások amiatt fejezik ki aggodalmukat, hogy a folyamat gyengíti a műanyagot, vagy elszínezi, csíkossá teszi a műanyagot.

## Összetétel
A Retrobright hidrogén-peroxidot (H2O2) és kis mennyiségű "aktív oxigénes", Tetra acetil-etilén-diamin (TAED) tartalmú mosodai ruhafehérítőt tartalmaz katalizátorként, valamint szükséges hozzá napfény, vagy annak hiányában UV-lámpa. Az optimális elegy a következő:
- 12 vagy 6%-os hidrogén-peroxid, de még a 3%-ossal is sikert lehet elérni.[7]
  - Xantángumi és nyílgyökér is adható az elegyhez, melyekkel egy könnyen használható gélt kapunk. Ezen túlmenően bármely fodrászkellék-, vagy szépségápolási szaküzletben kapható hajszőkítő krém is alkalmazható.[8]
  - Hidrogén-peroxid hiányában is elvégezhető a folyamat, csak nap vagy UV-lámpa használatával, a hidrogén-peroxid hiánya miatt a folyamat tovább tart, de biztonságosabb is, illetve nem szükséges a gép szétszedése.[9]
- 3 literenként kb. 1 ml (1:3000 térfogatarány) TAED.
- UV fényforrás,[7] mely lehet napfény vagy UV-lámpa.[6] Mindazonáltal az is bizonyítást nyert, hogy minimális UV-kibocsátású fényforrással 24 órán keresztül megvilágítva, hasonló eredményt ad.[10]
  - UV helyett magas hő is alkalmazható úgy, hogy a fehérítendő műanyagot 12%-os hidrogén-peroxidba merítjük, majd 70°C körüli hőfokon tartjuk.[7]

Használható még szódabikarbóna vízben elkeverve, majd a fenti leírásnak megfelelő eljárás követve és ózon is sikerrel bevethető, de az ózonozás hosszabb ideig tart, mint a peroxidos módszerek.

## Alkalmazása
A szer alkalmazása többféleképpen is kivitelezhető:
- A műanyagot a krémesített hidrogén-peroxiddal bekenjük. Míg a krém kényelmes használatot nyújt, oda kell figyelni arra, hogy egyenletesen vigyük fel, a gyors kiszáradás ellen gondosan becsomagoljuk (pl. ételek csomagolására használt átlátszó fóliába), illetve hogy elkerüljük a végeredmény csíkosságát, foltosságát érdemes 5-10 percenként a krémet újra felvinni a felületre vagy ismételten elkenni a régit.[7]
- Egy tároló dobozba hidrogén peroxidot és vizet öntünk annyira, hogy az ellepje a műanyagot (mivel a legtöbb műanyag könnyebb mint a víz, illetve buborékok is megjelenhetnek alatta, érdemes a műanyagot a doboz aljára rögzíteni), majd a doboz tetejét átlátszó fóliával szigeteljük, hogy Üvegházhatás effekt jöjjön létre, illetve ne párologjon el a hidrogén-peroxid.[7]

Hidrogén Peroxid hiányában:
- A gépet kitesszük egy olyan helyre ahol a nap vagy UV fény könnyen a műanyag felületére jut.[9] UV fény használatakor érdemes egy dobozba tenni a gépet, és UV LED-ekkel megvilágítani.

A folyamat általában 1-2 napot vesz igénybe. Hidrogén-peroxid használata nélkül a folyamat 1-2 hétig tart.
Napfény használatakor érdemes figyelembe venni az időjárást, minél több napfény éri a műanyagot, annál hatékonyabb az eljárás.

## Külső hivatkozások
- Hivatalos weboldal